# Magnus Oledal
Magnus E. Oledal, nacido el 21 de agosto de 1898 en la parroquia de Brunskog, condado de Värmland, y fallecido el 21 de octubre de 1977 en Karlstad, fue un profesor y ingeniero civil sueco. 
Se graduó en 1921 en el Real Instituto de Tecnología (KTH) y entre 1922 y 1946 trabajó como diseñador en AB Finshyttans bruk. Fue profesor de hidromecánica y bombas en el KTH de 1946 a 1966. Fue elegido miembro de la Academia de Ciencias de la Ingeniería en 1953.